# 凤羽街道
凤羽街道是中华人民共和国贵州省黔南布依族苗族自治州三都水族自治县下辖的一个街道办事处。

## 行政区划
凤羽街道下辖以下村级行政区划单位：
城南社区、沿江社区、交向社区、三郎社区、万户水寨社区、腾龙社区、尧麓村、南岭村、兴乐村。